# Honesto
Honesto é uma telenovela filipina produzida e exibida pela ABS-CBN, cuja transmissão ocorreu em 2013.

## Elenco
- Raikko Mateo - Honesto Galang[3]
- Paulo Avelino - Diego Layer
- Eddie Garcia - Brgy. Chairman Lemuel Galang
- Janice de Belen - Lourdes Galang
- Joel Torre - Governor Hugo Layer
- Angel Aquino - Mayor Lena Layer